# Daniel Olivares
Daniel Olivares (nascido em 2 de julho de 1940) é um ex-ciclista filipino. Ele representou seu país durante os Jogos Olímpicos de Verão de 1964.